# Эндрас, Деннис
Де́ннис Э́ндрас (нем. Dennis Endras; 14 июля 1985, Имменштадт-им-Альгой) — профессиональный немецкий хоккеист. Амплуа — вратарь. Игрок немецкого клуба «Адлер Мангейм» и сборной Германии по хоккею.

## Карьера
Первая команда Эндраса была «EHC Bayreuth». До 2008 года Деннис играл в командах, которые выступали в низших немецких лигах. В 2008 году перешёл в команду Высшей немецкой хоккейной лиги «Аугсбург Пантер».
Деннис Эндрас принимал участие в составе сборной Германии в зимних Олимпийских играх 2010 и Чемпионатах мира по хоккею с шайбой в 2009, 2010, 2011, 2012, 2013 и 2015 годах. На чемпионате мира 2010 года, где немцы неожиданно дошли до полуфинала, назван самым ценным игроком, став первым немецким хоккеистом, удостоенным этого звания на чемпионатах мира.
В июле 2010 года подписал предварительный контракт на сезон 2011/12 с командой НХЛ «Миннесота Уайлд». В 2011 году из-за определенных проблем перешёл в клуб финской СМ-Лиги ХИФК.